# Xinhairevolutie

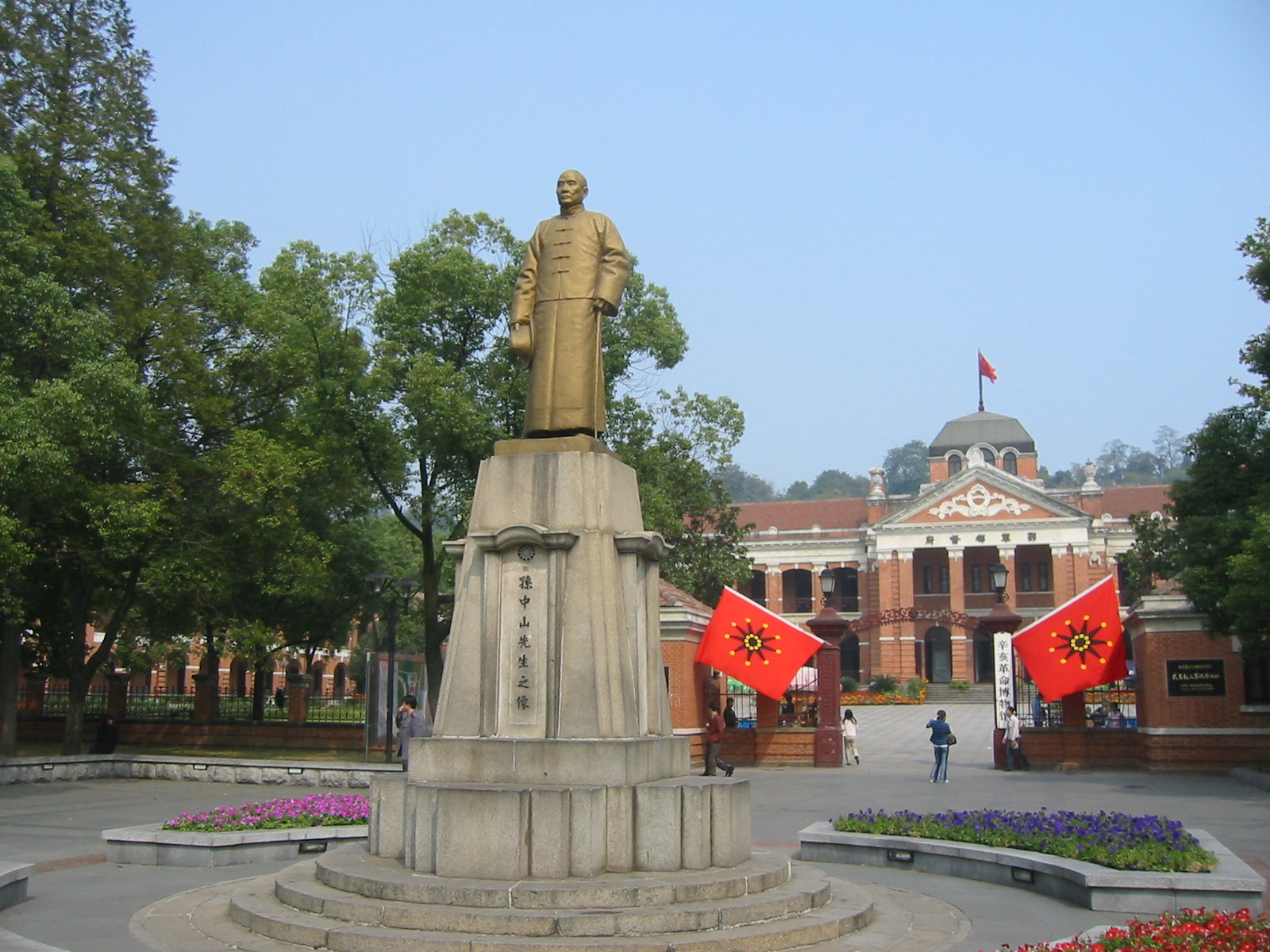
Het Sun Yat-Sen standbeeld in Wuhan herinnert aan de opstand. Achter het beeld bevond zich de na de opstand de zetel van de overgangsregering van de Republiek China

De Xinhairevolutie, genoemd naar het Chinese jaar Xinhai (~ 1911), betekende het einde van de Qing-dynastie in het Chinese Keizerrijk onder Puyi, de laatste Mantsjoe-keizer. Ze werd georganiseerd door de Tongmenghui.
De revolutie begon op 10 oktober 1911 met de gewapende opstand van Wuchang en breidde zich in een golf van republikeinse omverwerpingen over het zuiden van China uit. De revolutie eindigde met de stichting van de Republiek China op 12 februari 1912.
In 2011 werden grote festiviteiten georganiseerd door Taiwan en de Volksrepubliek China om het honderdjarig jubileum van de revolutie te vieren. Ook overzeese Chinezen in landen als de Verenigde Staten en Nederland feestten mee.